# Kreis Pécsvárad
Der Kreis Pécsvárad ist ein Kreis im Nordosten des südungarischen Komitat Baranya. Er grenzt an das Komitat Tolna. Das Ende 2012 aufgelöste Kleingebiets Pécsvárad (ungarisch Pécsváradi kistérség) gab zur Verwaltungsreform 2013 16 der 19 Gemeinden in den Nachfolgerkreis Pécsvárad (Pécsvárad járás) ab. 3 Gemeinden gelangten in den Kreis Pécs. Dafür erhielt der neue Kreis Pécsvárad eine Gemeinde aus dem aufgelösten Kleingebiet Mohács (Geresdlak). Die Bevölkerungsdichte ist niedriger als die des Komitats.

## Gemeindeübersicht
| Gemeinde        | Status   | Herkunft Kleingebiet | Einwohnerzahl | Einwohnerzahl | Einwohnerzahl | Fläche     | Bevölkerungs- dichte (Ew./km²) |
| Gemeinde        | Status   | Herkunft Kleingebiet | 01.10.2011    | 01.01.2013    | 01.01.2016    | 01.01.2016 | Bevölkerungs- dichte (Ew./km²) |
| --------------- | -------- | -------------------- | ------------- | ------------- | ------------- | ---------- | ------------------------------ |
| Apátvarasd      | Gemeinde | Pécsvárad            | 124           | 129           | 124           | 8,14       | 15,2                           |
| Erdősmecske     | Gemeinde | Pécsvárad            | 388           | 389           | 349           | 26,44      | 13,2                           |
| Erzsébet        | Gemeinde | Pécsvárad            | 267           | 266           | 262           | 9,75       | 26,9                           |
| Fazekasboda     | Gemeinde | Pécsvárad            | 204           | 202           | 192           | 7,02       | 27,4                           |
| Geresdlak       | Gemeinde | Mohács               | 843           | 807           | 752           | 25,28      | 29,7                           |
| Hidas           | Gemeinde | Pécsvárad            | 2.155         | 2.092         | 2.030         | 19,06      | 106,5                          |
| Kátoly          | Gemeinde | Pécsvárad            | 317           | 301           | 279           | 8,75       | 31,9                           |
| Kékesd          | Gemeinde | Pécsvárad            | 171           | 162           | 163           | 8,11       | 20,1                           |
| Lovászhetény    | Gemeinde | Pécsvárad            | 267           | 290           | 300           | 8,95       | 33,5                           |
| Martonfa        | Gemeinde | Pécsvárad            | 202           | 209           | 201           | 5,69       | 35,3                           |
| Mecseknádasd    | Gemeinde | Pécsvárad            | 1.536         | 1.497         | 1.497         | 36,08      | 41,5                           |
| Nagypall        | Gemeinde | Pécsvárad            | 403           | 385           | 359           | 7,13       | 50,4                           |
| Óbánya          | Gemeinde | Pécsvárad            | 115           | 129           | 117           | 7,49       | 15,6                           |
| Ófalu           | Gemeinde | Pécsvárad            | 328           | 326           | 322           | 9,85       | 32,7                           |
| Pécsvárad       | Stadt    | Pécsvárad            | 4.047         | 4.051         | 3.994         | 36,03      | 110,9                          |
| Szellő          | Gemeinde | Pécsvárad            | 128           | 136           | 136           | 5,96       | 22,8                           |
| Zengővárkony    | Gemeinde | Pécsvárad            | 436           | 416           | 401           | 16,71      | 24,0                           |
| Kreis Pécsvárad |          |                      | 11.931        | 11.787        | 11.478        | 246,44     | 46,6                           |